# セジロタヒバリ
セジロタヒバリ（背白田雲雀、学名：Anthus gustavi）は、スズメ目セキレイ科に分類される鳥類の一種である。

## 分布
西シベリア北部から、ロシア極東北部、カムチャツカ半島等で繁殖し、冬季はフィリピン、ボルネオ島北部、スラウェシ島、モルッカ諸島へ渡り越冬する。
日本では数少ない旅鳥として、春と秋の渡りの時期に北海道から沖縄県まで全国的に記録されている。日本海側の島嶼や南西諸島での記録が多い。九州北部では、秋に少数が定期的に通過している。

## 形態
体長約14cm。雌雄同色である。頭からの上面は褐色で、黒褐色の縦斑がある。背中に白線が筋状に左右2本ずつ走っている（これが和名の由来である）。眉斑は不明瞭で、ほとんど目立たない。喉から下尾筒までの体下面は白色。

## 生態
牧草地や草地、農耕地に生息する。他のタヒバリ類と比べて草丈の高い場所に潜行していることが多く、なかなか姿を観察できない。
鳴き声は、「チュッ　チュッ」、「チョッ」など。鳴いていないことが多いため、耳にする機会は少ない。

## 保全状態評価
- LEAST CONCERN (IUCN Red List Ver. 3.1 (2001))